# محمية وادي دجلة
تعتبر وادي دجله بمحافظة القاهرة محمية طبيعية بموجب قرار السيد رئيس مجلس الوزراء رقم 47 لسنه 1999 والمعدل بالقرار رقم 3057 لسنة 1999 بمساحة إجمالية حوالي 60 كم2 .
• يقع وادى دجله شرق حي المعادي بالصحراء الشرقية بمحافظة القاهرة ويعتبر من الأودية الهامة التي تمتد من الشرق إلى الغرب بطول حوالي 30 كم .
• يمر بصخور الحجر الجيري الذي ترسب في البيئة البحرية بالصحراء الشرقية من ( 60 مليون سنه) ، لذلك فهي غنية بالحفريات .

## التاريخ
يعتبر وادي دجلة جزء من الهضبة الشمالية لصخور الجيري لعصر الإيوسين والتي عرفها القصاصي سنة 1993 كبيئة مميزة بطبيعة جغرافية في مصر . وهذا النوع من البيئة غير ممثلة في وحدة المحميات الطبيعية عدا محمية الغابة المتحجرة .

## الموقع
يقع وادي دجلة بين خطي عرض وطول 56 ، 29 شمالاً 24 ، 31 شرقاً ويصل طوله حوالي 30 كم ويمتد من الشرق إلي الغرب .
يبدأ وادي دجلة علي هيئة روافد صغيرة تصب مياه الأمطار علي التلال المحيطة به .
وادى دجلة الطبيعية
يقع في القاهرة

## أهميتها
يحاط الوادي بتكوين الحجر الجيري لعصر الإيوسين الغني بالحفريات الذي يبلغ ارتفاعه علي جانبي الوادي حوالي 50 متر تقريباً .

## المساحة
تبلغ مساحة المحمية حوالي 60 كم2 .
الموارد الطبيعية بالوادي:
- معظم الموارد البارزة في وادي دجلة هو المنظر العام للوادي والغني بالحياة النباتية والحيوانية .
- يكسو الوادي غطاء واقي من النباتات الحولية والدائمة ، وقد سجل حوالي 64 نوعاً من النباتات .
- سجل حديثاً وجود آثار للغزال الحفري بالمنطقة مما يعطي دليلاً علي وجود التيتل النوبي ، وقد سجل حوالي عشرون نوعاً من أنواع الزواحف وتشمل السلاحف المصرية المهددة الانقراض .
- سجل 12 نوعاً من طيور الصحراء الشرقية بالإضافة إلي الأنواع المهاجرة والزائرة شتاءً والمقيمة والزائرة صيفاً.
- و رسوم الدخول 25 جنيهًا
- ملحوظة تهمك : يمكن التخييم بهذا الوادي